# Hans Hossfeld
Hans Hossfeld, auch Hoßfeld (* 23. März 1912 in Nierstein; † 19. November 1944 auf der Halbinsel Sworbe gefallen) war ein deutscher Korvettenkapitän der Marineartillerie (MA) der Kriegsmarine.

## Leben
Hans Hossfeld diente anfangs im Heer der Wehrmacht und trat am 25. März 1941 als Leutnant (MA) d. R. in die Kriegsmarine ein. Er war von da an bis September 1942 in der Hafenüberwachungsstelle Rendsburg eingesetzt.
Anschließend kam er in den Stab des neu aufgestellten späteren Seekommandanten Kaukasus. Hier war er u. a. Ordonnanzoffizier und Chef der Stabskompanie. Von April 1943 bis September 1943 war er beim Seekommandanten W zusätzlich Hafenkommandant 18 (Noworossijsk). Im Oktober 1943 wurde aus dem Seekommandanten W der Seekommandant Kaukasus. Oberleutnant (MA) Hossfeld konnte er Anfang September 1943 nach einem sowjetischen Angriff erst mal den Hafen von Noworossijsk wieder zurückerobern.
An der Nordfront der Krim wurde im Februar 1944 ein Marine-Schützen-Bataillon aus der Stabskompanie des Seekommandanten Kaukasus aufgestellt und als Marine-Schützen-Bataillon Hossfeld unter sein Kommando als Kapitänleutnant (MA) gestellt. Dieses wurde später in Marine-Schützen-Bataillon 320 umbenannt. Der Einsatz erfolgte im Erdkampf bei der Verteidigung Sewastopols gegen sowjetische Truppen. Gemeinsam mit der Marine-Artillerie-Abteilung 613 konnte sein Bataillon mit leichten Waffen anfangs die Hauptkampflinie vor der Festung Sewastopol halten, welche am 9. Mai 1944 fiel. Sein Bataillon wurde in der Abwehrschlacht dann aber zerrieben und am 6. Mai 1944 waren alle Offiziere des Bataillons bis auf ihn gefallen. Das Bataillon wurde im Juli 1944 nach der Räumung der Krim aufgelöst. Für seinen Einsatz wurde er u. a. mehrfach im Kriegstagebuch der Seekriegsleitung erwähnt und erhielt das Deutsche Kreuz in Gold.
Im Juli 1944 war er kurz zur Verfügung des Marineoberkommandos Ost gesetzt. Von Juli 1944 bis zu seinem Tod im Mitte November 1944, er war am 1. November 1944 noch zum Korvettenkapitän (MA) befördert worden, führte er die Marine-Artillerie-Abteilung 531, welche genauso wie seine vorherigen Kommandos im Erdkampf eingesetzt wurden und im November 1944 bei der Verteidigung der Halbinsel Sworbe fast vollständig zerschlagen wurde. Am 6. Oktober 1944 wurde ihm das Ritterkreuz des Eisernen Kreuzes verliehen. Bei dem Einsatz auf Sworbe starb er, kurz nach seiner Beförderung, am 19. November 1944. Sechs Tage später erhielt er postum das Eichenlaub zum Ritterkreuz des Eisernen Kreuzes.

Am 21. November 1944 heißt es im Lagebericht des Admirals östliche Ostsees im Kriegstagebuch der Seekriegsleitung:
Auf Sworbe dauern schwere verlustreiche Kämpfe gegen weit überlegenen von Panzern unterstützten Feind an. Tiefe Feindeinbrüche haben zum Absetzen in neue HKL auf Südende der Halbinsel gezwungen. [.] Landmarineteile melden schwere Offiziersverluste. Sämtliche Kommandeure sind tot bezw. verwundet, darunter K.Kpt. Hoßfeld.